# Tumbes (província)
Tumbes é uma província do Peru localizada na região de  Tumbes. Sua capital é a cidade de Tumbes.

## Distritos da província
- Corrales
- La Cruz
- Pampas de Hospital
- San Jacinto
- San Juan de la Virgen
- Tumbes